# Ramal de Balneario Ostende
El Ramal de Balneario Ostende, o coloquialmente la Decauville de Ostende, era un ferrocarril de vía estrecha de 3 km de largo a través de las dunas hasta el balneario Ostende en Pinamar en Argentina, que se puso en funcionamiento oficialmente en 1913.

## Historia
El Ferrocarril del Sud tiene en 1908 una parada llamada Estación Juancho en la propiedad de José Guerrero, a unos 30 km del mar en operación. Los pioneros Ferdinand Robette de Bélgica y Agustín Poli de Italia adquirieron una parcela de 14 km² en el área de dunas entre el general Madariaga y Ostende, que se conocía como Montes Grandes de Juancho. A partir de 1909, una empresa belga dirigida por Ferdinand Robette trabajó en el ambicioso proyecto de desarrollar el área en términos de desarrollo urbano y hacerla adecuada para el turismo, inspirada en los balnearios europeos, empleando trabajadores japoneses que vivían a 1 km de distancia. Los belgas llamaron al lugar Ostende, porque les recordaba al balneario en el Mar del Norte. La elegante pero no lujosa urbanización incluía una avenida de 50 m de ancho, un hotel y un Kursaal, así como un paseo marítimo con columnas y balaustradas que no podían terminarse y cuyas almenas aún son reconocibles en la arena.
Para abrir el área, colocaron un ferrocarril de vía estrecha, que se puso en funcionamiento en 1913 y funcionaba con una locomotora de vapor O&K .

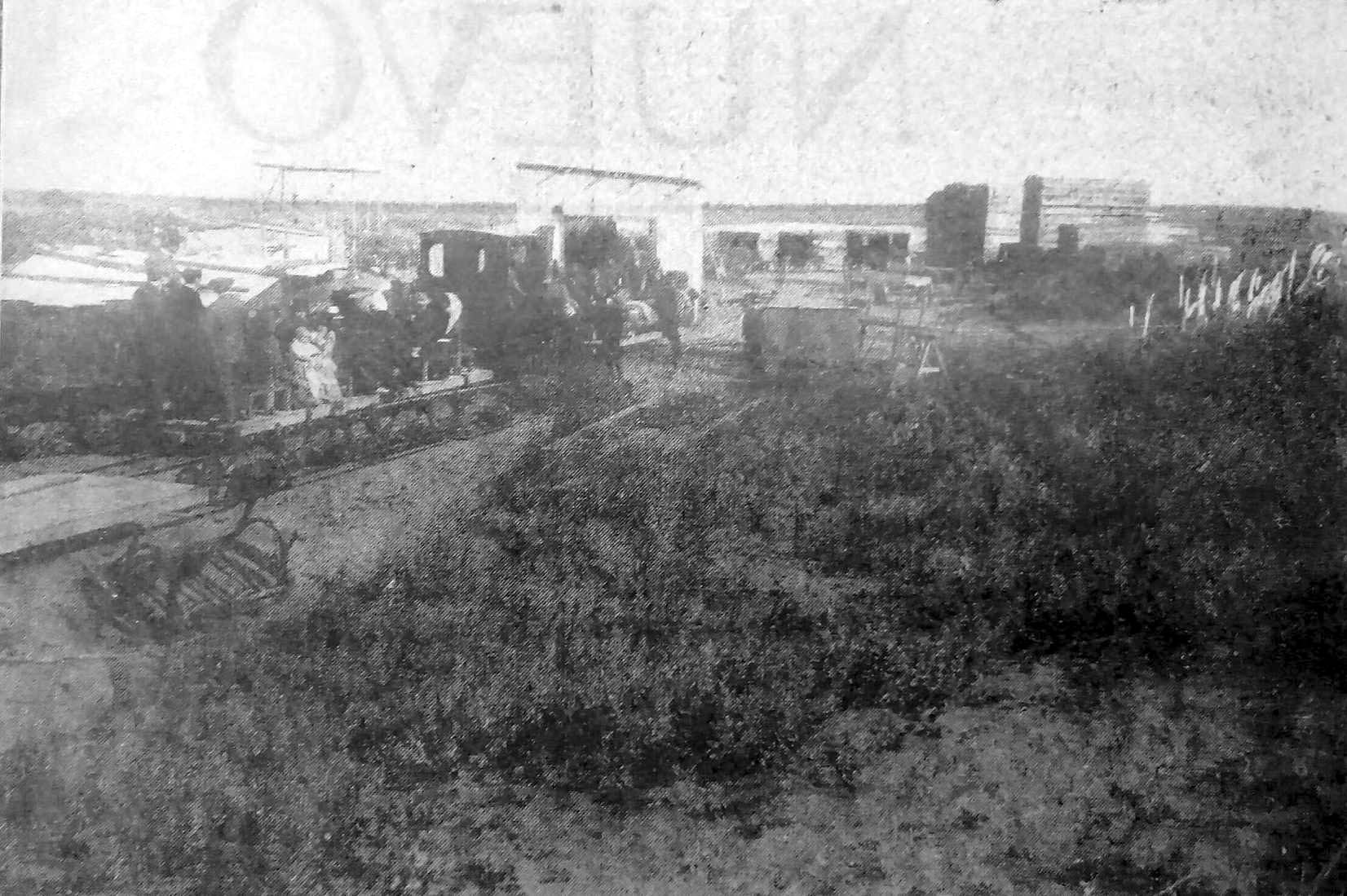
Station Colonia Tokio
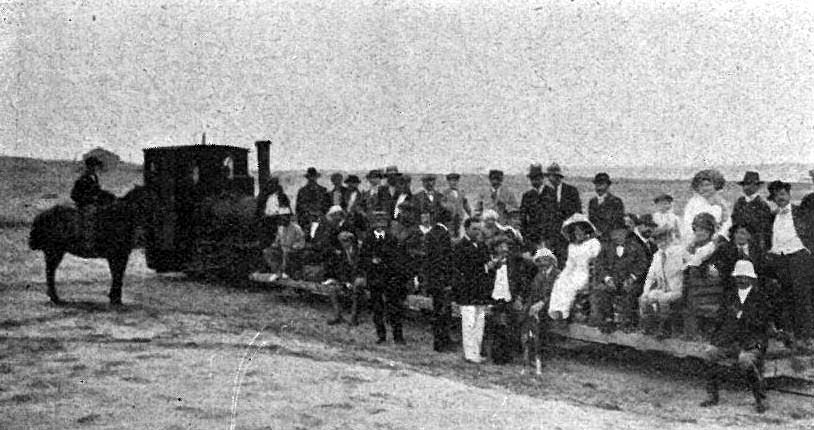
Marzo 1913
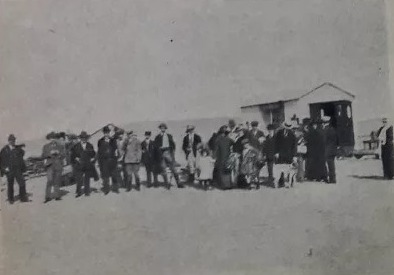
Abril 1913
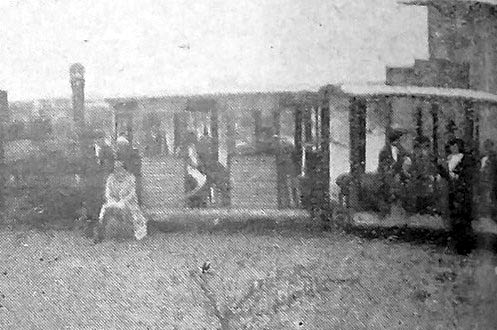
Octubre de 1914
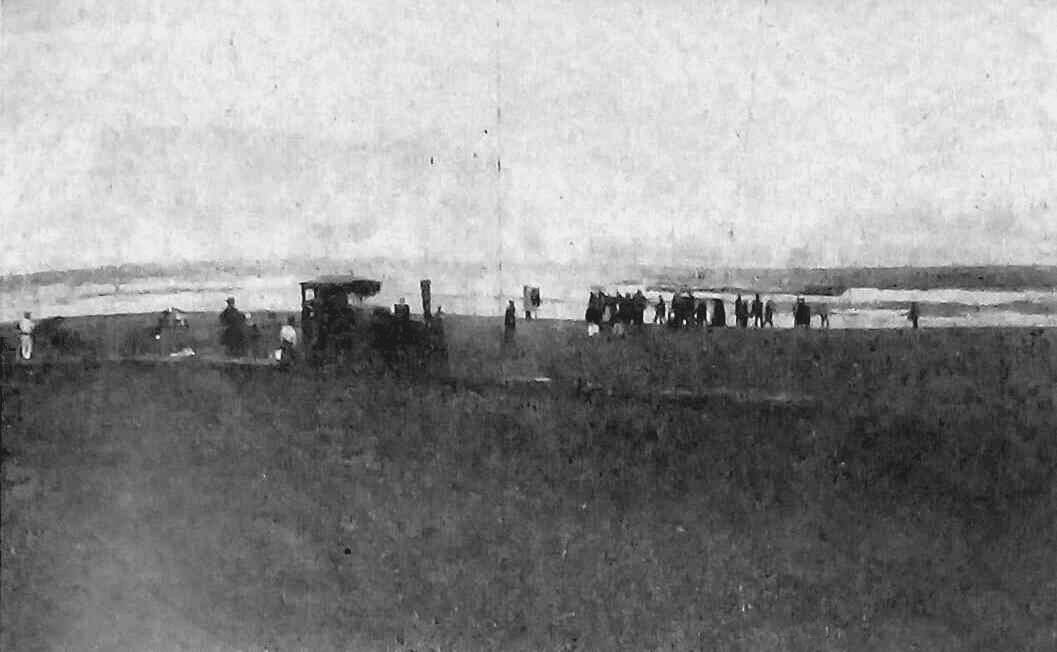
Fin del tramo de 3 km en la playa, marzo 1913
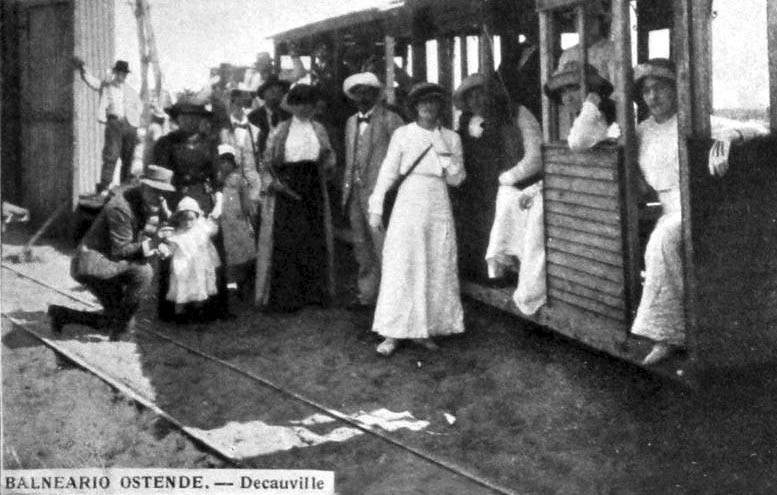
Balneario Ostende - Decauville